# Дипрозоп

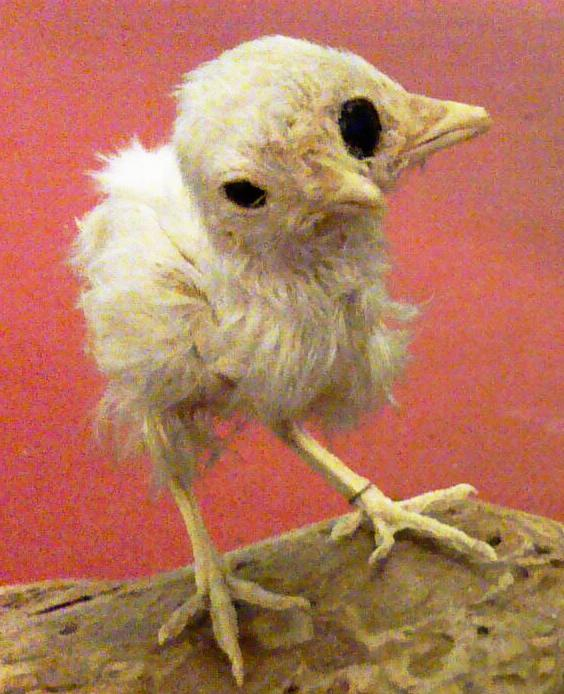
Цыплёнок с двумя клювами и тремя глазами

Дипрозоп (греч. διπρόσωπος, «двуличный», от δι-, di-, «два» и πρόσωπον, prósopon [neuter], «лицо», «личность»; с латинским окончанием), также известный как черепно-лицевое (краниоцефальное) дублирование — чрезвычайно редкое наследственное заболевание, при котором части лица или всё оно целиком дублируются на голове.

## Появление нарушения
Хотя дипрозоп обычно считается паразитарным краниопагом (на который похож), он обычно не возникает из-за слияния или неполного разделения двух эмбрионов. Это результат аномальной активности белка SHH. (Название этого белка было навеяно персонажем видеоигры Sonic the Hedgehog и является частью традиции именования в исследованиях молекулярной биологии).
SHH и соответствующий ему ген, как было обнаружено, играют важную роль в передаче сигналов формирования краниофациального шаблона во время эмбрионального развития. Помимо прочего, SHH регулирует ширину черт лица. При избытке белка это ведёт к расширению черт лица и дублированию лицевых структур. Чем больше расширение, тем больше структур дублируется, часто в виде зеркального отображения. Это было продемонстрировано в лаборатории путем введения гранул белка SHH в куриные эмбрионы, что привело к получению цыплят с дублированными клювами (фото). Недостаточное количество этого белка приводит к противоположным состояниям, таким как циклопия, при которой черты лица недоразвиты.
Здоровое развитие мозга также зависит от сигнальной функции SHH. Во время эмбрионального развития SHH заставляет эмбриональные клетки организовываться в определенных областях, которые позже становятся специализированными нервными тканями, управляя тем самым размером и формой структур мозга.

## Случаи
Дипрозоп часто возникает в сочетании с другими врожденными нарушениями, особенно с анэнцефалией, дефектом нервной трубки и пороками сердца. В случае проявления, мозг может демонстрировать аномалии от частичного до полного дублирования структур и/или недоразвития его тканей.

### Люди
Большинство человеческих младенцев с дипрозопом рождаются мертвыми. Известные случаи, когда люди с дипрозопом выживают дольше нескольких минут или часов после рождения, очень редки; зарегистрированы лишь некоторые. В 2002 и 2003 годах в медицинской литературе были описаны два живых младенца мужского пола с частичным дипрозопом. Один ребенок родился с удвоением носа и лобных долей головного мозга, двумя широко расставленными глазами, маленькой недоразвитой центральной глазницей и большим асимметричным ртом. Другой родился с удвоением верхней и нижней челюсти, двумя языками, происходящими из одного основания, расщелиной неба, слегка рассеченным кончиком носа и двумя широко расставленными глазами, а также отсутствием мозолистого тела мозга, удвоением гипофиза и ножки, а также с аномалией среднего мозга. Поскольку они родились с более легкой, частичной формой дипрозопа, оба ребенка считались кандидатами на хирургическую коррекцию аномальных черт лица.

#### Лали Сингх
Лали Сингх (10 марта — 10 мая 2008 г.) родилась у Сушмы и Винода Сингха в Шайни, деревня Сунпура Соханпур, недалеко от Дели; роды были отложены из-за дистоции, вызванной ее большой головой, а ее родам в больнице способствовала эпизиотомия ее матери. Она была одной из очень немногих детей с дипрозопом, которые выжили после рождения. Возможно, она была единственным известным живым человеком с полным дублированием лица. Черты ее лица включали две пары глаз, два носа и два рта (но только одну пару ушей). Она считалась реинкарнацией богини Дурги, которую иногда изображают с множеством конечностей и глаз.
Сушма и Винод Сингх отклонили предложение местных врачей исследовать дочь с помощью компьютерной томографии или магнитно-резонансной томографии. Без диагностической визуализации невозможно было узнать степень, в которой состояние ребенка могло повлиять на ее мозг и другие жизненно важные структуры в ее голове и шее. Таким образом, любая оценка ее способности преуспеть или даже выжить могла быть только умозрительной, хотя семья Лали описывала ее как нормально развивающуюся. Также неизвестно, смогли бы нейрохирурги или черепно-лицевые хирурги, если бы родители согласились на консультацию, предложить реальные решения в отношении корректирующей хирургии. Местный врач сказал репортерам, что девочку следует считать здоровым ребенком, который в настоящее время ведет нормальный образ жизни — ранее неизвестное явление среди людей, страдающих этим заболеванием.
Два средних глаза Лали страдали от помутнения роговицы из-за аномальной анатомии лицевых мышц, которая не позволяла ей правильно закрыть эти глаза. В условиях села из-за волчьей пасти её было трудно кормить. Плохая диета, состоящая из сахарного раствора из бутылочки и разбавленного молока, позволяла капать ей в горло, так как она не могла нормально сосать из-за расщелины неба, ослабила её состояние, и у неё начались рвота и инфекция. Поступление в больницу было отложено из-за дискуссий (в том числе о том, чтобы забрать её из больницы домой) среди её большой семьи и старосты её деревни. Наконец, её родители, встревоженные болезнью и обезвоживанием, проигнорировали мнение родственников и отвезли её в больницу, где при надлежащем лечении, включая антибиотики и капельницу физиологического раствора, ей стало лучше, прекратилась рвота, она стала пить молоко и нормально испражняться; но шесть часов спустя, в два месяца от роду, девочка умерла от сердечного приступа.

#### Фейт Дейзи и Хоуп Элис Хауи
Фейт Дейзи и Хоуп Элис Хауи (8 мая — 27 мая 2014 г.) родились в Сиднее, Австралия, в семье Саймона Хауи и Рене Янг. У Фейт и Хоуп были одно тело и один череп, но были полностью дублированы черты лица, а также мозг; оба мозга соединены с одним стволом мозга. Янг и Хоуи узнали о состоянии своих детей на девятнадцатой неделе беременности, но решили не прерывать беременность. Дети родились на шесть недель раньше срока и, по всей видимости, чувствовали себя хорошо, могли самостоятельно дышать через несколько дней после рождения, при этом наблюдали, что они спали и плакали в разное время. Они умерли через девятнадцать дней после своего рождения по неизвестным причинам, хотя некоторые источники указали, что девочки погибли после операции по неизвестным причинам.

### Различные животные
Янус, козел с двумя лицевыми сторонами на одной голове, прожил с 5 апреля по 5 мая 2020 года в Виттенберге, штат Висконсин. Немногие двуликие животные выжили из-за связанных аномалий внутренних органов и аномалий мозга. Одним из самых известных была свинья Дитто. Дитто вырос до взрослого возраста, но умер от пневмонии, вызванной вдыханием пищи, когда он дышал через одну морду, а ел другой.
Кошки с этим заболеванием известны как «кошки Януса» в честь римского бога. В июле 2006 года огласку получил шестилетний кот Янус по кличке «Фрэнк и Луи» из Миллбери, штат Массачусетс , США. В их случае функционировал только один пищевод (и возможно, только одна трахея); это помогло выживанию. В сентябре 2011 года, когда Фрэнку и Луи было двенадцать лет, было объявлено, что они войдут в Книгу рекордов Гиннеса 2012 года как самые долгоживущие кошки Януса за всю историю наблюдений. В 2014 году Фрэнк и Луи умерли в возрасте пятнадцати лет.